# Diamante Luna de Baroda
La Luna de Baroda (conocido como Moon of Baroda en inglés) es un diamante amarillo canario con talla en forma de pera y un peso de 24,04 quilates (4,8 g), descubierto en Vadodara (Baroda), India. En el momento de su hallazgo, el diamante en bruto pesaba 25,95 quilates (5,2 g). Originalmente perteneció a los maharajás de Baroda, que poseyeron la gema durante casi 500 años. Posteriormente, fue lucida por la emperatriz María Teresa I de Austria y por la actriz estadounidense Marilyn Monroe.

## Descripción
La Luna de Baroda pesaba 25,95 quilates (5,2 g) en el momento de su hallazgo. Posteriormente, fue tallada en forma de pera, con un peso de 24,04 quilates (4,8 g).
Un mito popular asociado con la Luna de Baroda es que trae mala suerte a su dueño si es transportada a través del mar.

## Historia
La Luna de Baroda fue originalmente propiedad de la familia real Gaekwad, los maharajás de Baroda. Posteriormente, la familia Gaekwad la envió a la emperatriz María Teresa I de Austria (1717-1780), la única mujer que encabezó la Casa de Habsburgo. El diamante fue devuelto a la familia Gaekwad y, en 1860, se colocó en un collar. El maharajá Sayajirao Gaekwad lo vendió a un comprador desconocido a principios de la década de 1920.
El diamante reapareció en la década de 1940 y, en 1943, fue adquirido por Meyer Rosenbaum, de Detroit, presidente de la Meyer Jewelry Company. Rosenbaum posteriormente prestó el diamante a Marilyn Monroe, quien lo lució en 1953 para el rodaje de la canción "Diamonds Are a Girl's Best Friend" y también en la película "Los caballeros las prefieren rubias".
La Luna de Baroda se había exhibido públicamente en una exposición organizada en 1944. En 2008, la gema se volvió a mostrar públicamente en la exposición "Divas del Diamante", organizada por el Centro Mundial del Diamante de Amberes.
El 28 de agosto de 2012, en un episodio del programa de televisión japonés de tasación de antigüedades Nandemo Kanteidan (松木悌), un consultor de gestión japonés residente en Estados Unidos apareció con lo que él afirmaba que era el diamante Luna de Baroda. El experto japonés en diamantes, Sr. Honma (本間悟郎), autentificó el diamante y lo tasó en 100 millones de yenes.
En noviembre de 2018, la casa Christie's subastó la piedra en Hong Kong, siendo adjudicada por 1,3 millones de dólares.